# Leppäinsaari
Leppäinsaari är en ö i Finland. Den ligger i sjön Pälkänevesi och i kommunen Pälkäne i den ekonomiska regionen Tammerfors och landskapet Birkaland, i den södra delen av landet, 140 km norr om huvudstaden Helsingfors. Öns area är 6,9 hektar och dess största längd är 460 meter i nord-sydlig riktning.